# 马焱山
马焱山，中华人民共和国政治人物。
担任南桐煤矿基建队队长。1954年，当选第一届全国人民代表大会代表。